# Stazione di San Cesario di Lecce
Stazione di San Cesario di Lecce vasútállomás Olaszországban, Puglia régióban, Lecce településen.

## Vasútvonalak
Az állomást az alábbi vasútvonalak érintik:
- Maglie–Otranto-vasútvonal

## Kapcsolódó állomások
A vasútállomáshoz az alábbi állomások vannak a legközelebb: 
- Stazione di Lecce (Stazione di Lecce, Maglie–Otranto-vasútvonal)
- Stazione di San Donato di Lecce (Stazione di Otranto, Maglie–Otranto-vasútvonal)